# Alfred George Greenhill
(Alfred) George Greenhill (Londres, 29 de noviembre de 1847 - ib., 10 de febrero de 1927) fue un matemático británico. Master of Arts, miembro de la Royal Society.
Fue educado en Christ's Hospital y St John's College (Cambridge). Fue profesor de matemáticas en el The Artillery College, Woolwich, Inglaterra. Sus libros de aplicaciones sobre las funciones elípticas son reconocidos como de excelencia académica.

## Libros de texto
- A. G. Greenhill Differential and integral calculus, with applications (Londres, MacMillan, 1886) archive.org
- A. G. Greenhill, The applications of elliptic functions (MacMillan & Co, New York, 1892). University of Michigan Historical Mathematical Collection.
- A. G. Greenhill, A treatise on hydrostatics (MacMillan, Londres, 1894) archive.org
- A. G. Greenhill The dynamics of mechanical flight (Constable, Londres, 1912) archive.org